# Zelotes bassari
Zelotes bassari är en spindelart som beskrevs av FitzPatrick 2007. Zelotes bassari ingår i släktet Zelotes och familjen plattbuksspindlar.
Artens utbredningsområde är Togo. Inga underarter finns listade i Catalogue of Life.